# Annibale Capalti
Annibale Capalti (ur. 21 stycznia 1811 w Rzymie, zm. 18 października 1877 tamże) – włoski duchowny katolicki, kardynał.

## Życiorys
13 marca 1868 Pius IX wyniósł go do godności kardynalskiej, a 16 marca 1868 nadał mu diakonię Santa Maria in Aquiro. Annibale Capalti uczestniczył w obradach Soboru watykańskiego I. Od 1870 do śmierci był prefektem Kongregacji ds. Studiów.